# Other Backward Classes
Other Backward Class (OBC) (Klasy Upośledzone, Inne Kasty Prześladowane) – pojęcie prawne w legislacji indyjskiej, dotyczące upośledzonych społecznie i ekonomicznie grup ludności, które nie zostały zakwalifikowane do Scheduled Castes and Scheduled Tribes.

## Charakterystyka
Other Backward Class to zbiorcze określenie, używane przez Centralny Rząd Indii w odniesieniu do grup narażonych na dyskryminację ze względu na swoje pochodzenie. Większość z nich zamieszkuje tereny wiejskie, lecz nie posiada ziemi, utrzymując się z pracy najemnej na rzecz tzw. Forward Class. W Konstytucji indyjskiej (art. 340) grupy te zostały określone jako "socially and educationally backward classes" (klasy upośledzone społecznie i edukacyjnie). Lista OBC tworzona przez komisję rządową jest dynamiczna, tzn. kasty mogą zostać doń dodawane lub usuwane w zależności od zmieniających się warunków społecznych. Celem stworzenia pojęcia OBC jest zapewnienie możliwości rozwoju członkom tych grup.

## Organy rządowe zajmujące się OBC
Do roku 1985, sprawami tak zwanych ówcześnie "Backward Classes" zajmowała się Backward Classes Cell (BCC) (Komórka ds. Klas Upośledzonych) w Ministerstwie Spraw Wewnętrznych. Wraz ze stworzeniem osobnego Ministry of Welfare (Ministerstwa Dobrobytu) (które w roku 1998 zmieniło nazwę na Ministry of Social Justice and Empowerment (Ministerstwo Sprawiedliwości Społecznej i Równego Statusu) sprawy dotyczące grup ludności zaliczonych do Scheduled Castes (SC), Scheduled Tribes (ST) oraz Other Backward Classes (OBC) należą do kompetencji tego nowego Ministerstwa.

## Komisje
- First Backward Classes Commission (Komisja Kalelkara) – komisja ta, pod przewodnictwem Kaka Kalelkara, w raporcie z 1953 r. przygotowała listę 2399 upośledzonych kast i społeczności lokalnych, z których 837 zostało określonych jako "w największym stopniu upośledzonych". We wnioskach zapisano m.in. powiązanie upośledzenia społecznego z niską pozycją tych grup w tradycyjnym indyjskim systemie kastowym, traktowanie wszystkich kobiet jako społecznie upośledzonych, zarezerwowanie 70% miejsc w szkołach zawodowych i technicznych dla uczniów z kast upośledzonych oraz zarezerwowanie wolnych miejsc w służbach rządowych i władzach lokalnych dla członków tych grup. Jako kryterium do zakwalifikowania jako Backward Class przyjęto przynależność do danej kasty. Raport ten nie został jednak przyjęty przez rząd, obawiający się, że najbardziej potrzebującym w obrębie każdej kasty będzie trudno uzyskać wymierne korzyści.

- Mandal Commission (Komisja Mandala) – druga komisja pod przewodnictwem B.P. Mandala przedstawiła swój raport w 1980 roku. Liczbę osób kwalifikujących się do OBC (zarówno hinduistów, jak i innych wyznań) oszacowała ona na 52% ogółu społeczeństwa, co spotkało się z ostrą krytyką. National Sample Survey ustalił tę liczbę na wysokości 32%[1]. Zalecono 27% miejsc jako minimalną kwotę miejsc zarezerwowanych dla członków tych grup społecznych. Zalecono stworzenie sieci szkół, zwłaszcza zawodowych, dla tej grupy ludności.